# Mundham
Mundham – wieś w Anglii, w hrabstwie Norfolk, w dystrykcie South Norfolk. Leży 15 km na południowy wschód od Norwich i 157 km na północny wschód od Londynu.
Miejscowość liczy 168 mieszkańców.